# Secret of my heart
「Secret of my heart」（シークレット・オブ・マイ・ハート）は、倉木麻衣の楽曲。彼女の3作目のシングルとして2000年4月26日にGIZA studio
から発売された。CDコードはGZCA-1030。

## 概要
「Love, Day After Tomorrow」に続く自身2番目の売り上げ枚数（出荷ベースではミリオン達成）。福山雅治「桜坂」に阻まれて前作で獲得した1位は逃したが、初動売上は自身最高(41万枚)を記録した。2000年5月15日付のオリコンチャートでは、ベスト15にデビュー作からの3曲が全てランクインした。
サウンドプロデュースは、Perry Geyerのほか、Miguel Sá Pessoa、Michael Africkを加えた3者共同となった。
PVは渋谷公会堂で撮影され、観客が誰もいない中、ラジカセのスイッチを入れて歌うというものになっている。また、撮影にはビデオではなくフィルムが使われている。
タイアップは、その後頻繁に担当することになるアニメ『名探偵コナン』。オリコンによる同アニメ関連のシングル売上では、2021年現在歴代1位である。また、本曲が用いられたEDではヒロイン・毛利蘭が本曲を歌う設定となっている。
長い間、音楽番組での披露はなかったが、2014年12月26日のテレビ朝日系「ミュージックステーションスーパーライブ2014」でようやく初披露された。

## 収録曲
全曲 作詞：倉木麻衣　作曲：大野愛果　編曲：Cybersound
1. Secret of my heart (4:27)
「誰にも言えない秘密」がテーマとなった楽曲。デビュー当時、自分が倉木麻衣であることを友人に打ち明けられずにいた時のことを歌った曲[2]。
TVサイズとフルサイズではアレンジが一部異なる。また、TVサイズではアウトロ部分はTVサイズ独自のものに差し替えられる。
2. This is your life (4:11)
もともとは2ndシングル候補だった。歌詞カードには歌詞が記載されていなかったが、2000年6月28日に1stアルバム「delicious way」と同時発売になった「delicious way オフィシャルピアノ&ボーカルスコア」に歌詞が掲載された。「This is your life」はこのシングルにしか収録されていないため、公式に歌詞が掲載されている作品はこのスコアだけである。
3. Secret of my heart 〜runnin' around at the "Village" Mix〜 (6:47)
  - Remixed by Division of Mark
4. Secret of my heart 〜Instrumental〜 (4:25)

## 参加ミュージシャン
- 倉木麻衣：Vocals & Backing Vocals (全曲)

Additional Musician
- マイケル・アフリック：Backing Vocals (#1)
- 大野愛果 富樫明生：Backing Vocals (#2)
- ペリー・ゲイヤー：Computer Programming
- ミゲル・サ・ペソア：Keyboards

## 記録
- ゴールドディスク大賞「ソング・オブ・ザ・イヤー」受賞
- 2000年オリコン年間チャート16位。
- 2000年代テレビアニメ主題歌シングル売上1位。

## タイアップ
- 読売テレビ制作・日本テレビ系列テレビアニメ『名探偵コナン』エンディングテーマ（#1）。

## カバー
- 作曲者の大野愛果がセルフカバーアルバム『Shadows of Dreams』（2002年）に『This is your life』と共に全英語詞で収録。
- 高山賢人（二胡奏者）が『At the time 〜記憶の旋律〜』に収録している。
- Mei（ヴァイオリニスト）が『Mei's selection OFF』に収録している。
- DAIGOがビーイングのヒット曲を集めたカバーアルバム『Deing』（2018年）に収録。

## その他
- all at onceが当曲をサンプリングした楽曲として「JUST BELIEVE YOU」（作詞倉木麻衣(Mai Kuraki表記)、作曲大野愛果(Aika Ohno表記)）を2020年10月4日に配信限定でリリースし、こちらも『名探偵コナン』の主題歌に起用され、配信開始前日の2020年10月3日放送分から2021年2月27日放送分までの第52期オープニングテーマ曲となった。

## 収録アルバム
- delicious way（#1）
- THE BEST OF DETECTIVE CONAN 〜名探偵コナン テーマ曲集〜（#1）
- Wish You The Best（#1）
- ALL MY BEST（#1）
- MAI KURAKI BEST 151A -LOVE & HOPE-（#1）
- 倉木麻衣×名探偵コナン COLLABORATION BEST 21 -真実はいつも歌にある!-（#1）
- Mai Kuraki Single Collection 〜Chance for you〜（#1）